# Santiago Derqui
Santiago Derqui, né à Córdoba le 21 juin 1809 et mort à Corrientes en Argentine, le 5 septembre 1867, est un avocat et homme politique argentin, qui fut vice-président de la Confédération argentine sous Justo José de Urquiza, puis le second président de la Confédération de 1860 à 1861, avant la défaite du parti fédéraliste et la victoire des unitaires de l'État de Buenos Aires.

## Biographie
Fils de Manuel José Derqui y García et de Ramona Rodríguez y Orduña, il est né à Córdoba le 21 juin 1809, et fut baptisé sous le nom de Santiago Rafael Luis Manuel José María Derqui Rodríguez en l'honneur de son père et de son grand-père, militaire de Cadix - plus précisément de Tarifa - bien qu’il soit d’origine italienne. Après avoir suivi un enseignement privé, comme cela était courant dans les familles riches de l’époque, il étudie à la prestigieuse école de Monserrat, dans la même ville. Entre 1826 et 1831, il étudia le droit et la philosophie. Le 22 décembre de cette année, il obtint son diplôme d'avocat à l'université nationale de Córdoba. Il obtint la chaire de droit public quelques années plus tard. Il sera également professeur de philosophie et vice-chancelier de l'Université.

### Carrière politique

#### Vice-président
En 1852, après la chute du dictateur Juan Manuel de Rosas et la signature le 31 mai de l'accord de San Nicolás, Justo José de Urquiza prit la direction provisoire du pays afin d'être confirmé premier président de la Confédération. Cependant, la province de Buenos Aires ne ratifiera pas le traité, ce qui entraînera sa séparation de la Confédération et la création de l'État de Buenos Aires.
Urquiza, responsable des relations extérieures de la Confédération, a nommé Derqui comme vice-président et l'a envoyé en mission spéciale au Paraguay.
En 1854, Urquiza le nomma dans le portefeuille de la justice, du culte et de l'instruction publique. Un peu plus tard, il occupe l'intérieur, où il reste pendant toute la présidence d'Urquiza. Il a développé une activité intense, promouvant la création d'écoles, l'ouverture d'une presse à imprimer à l'université de Córdoba, réglementant l'éducation et l'éducation des peuples autochtones, nommant la commission chargée de la rédaction unifiée des codes juridiques nationaux, établissant la première Cour suprême de justice de la nation et planifiant la construction d’une ligne de chemin de fer à destination de Santiago du Chili.

#### Président de la Confédération

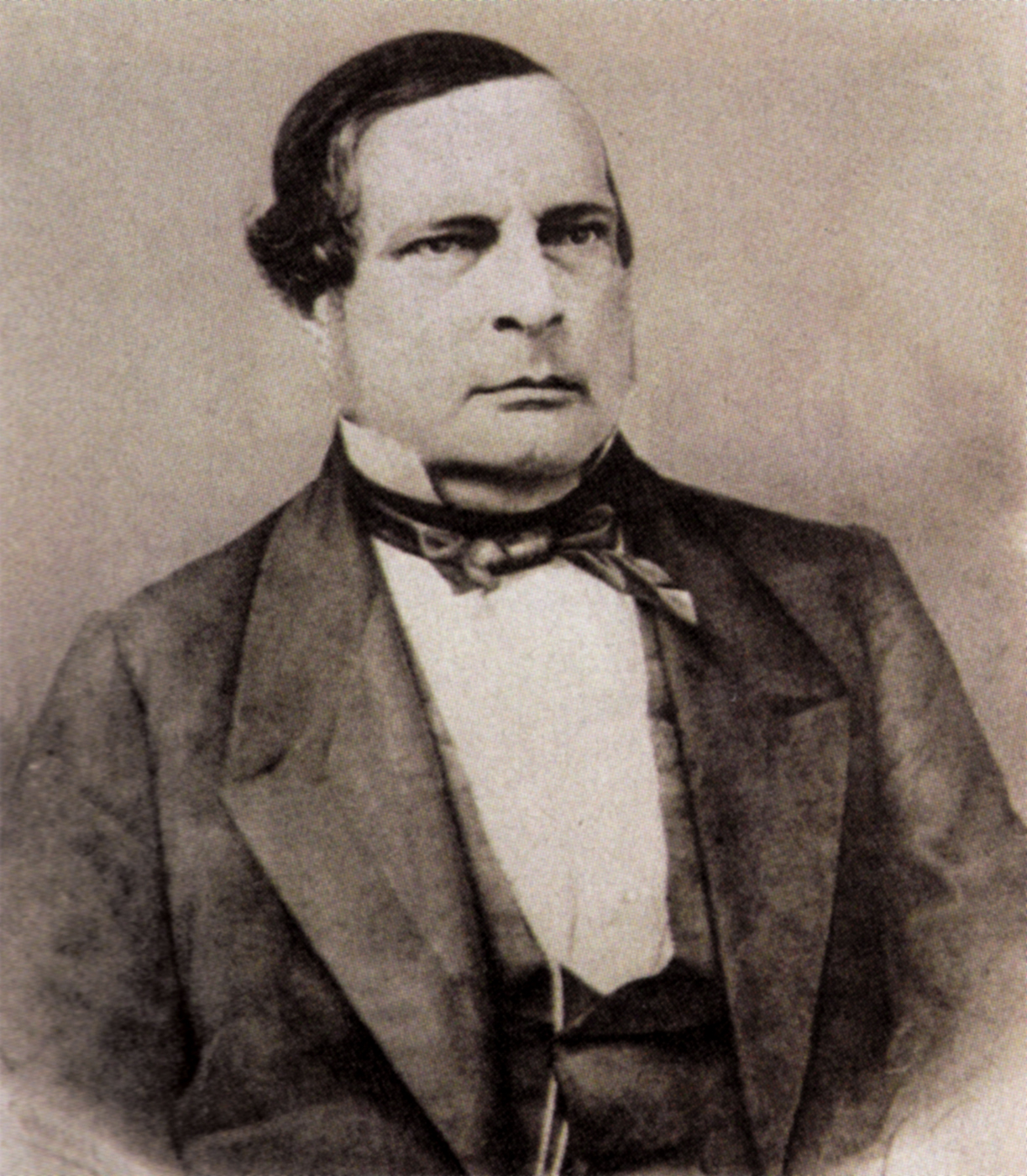
Derqui en 1860.

Il est le second président de l'Argentine à gouverner le pays entier après la ratification en 1860 de la Constitution de 1853. Il est également gouverneur de Córdoba, nommé à ce poste par l'exécutif en tant qu’interventeur fédéral.
Son gouvernement est éphémère — quelque dix-huit mois du 5 mars 1860 au 5 novembre 1861 —, et prend fin avec sa démission à la suite de la défaite de la Confédération argentine lors de la bataille de Pavón.